# Paralelo 66 S
O Paralelo 66S é um paralelo no 66° grau a sul do plano equatorial terrestre.

## Dimensões
Conforme o sistema geodésico WGS 84, no nível de latitude 66° S, um grau de longitude equivale a 45,405 km; a extensão total do paralelo é portanto 16.346 km, cerca de 40,5 % da extensão do Equador, da qual esse paralelo dista 7.323 km, distando 2.679 km do polo sul.

## Cruzamentos
O paralelo 66 S cruza terra firme da Antártica em 3,5 % de sua extensão em cinco pontos separados:
- Terra de Enderby - 170 km
- Terra de Wilkes - 114 km
- Costa de Budd - 120 km
- Península Antártica, Terra de Graham - 140 km
- Península Jason - 35 km